# Gove County
Gove County je okres ve státě Kansas v USA. K roku 2010 zde žilo 2 695 obyvatel. Správním městem okresu je Gove City. Celková rozloha okresu činí 2 775 km².